# Portada/article novembre 11

## Terratrèmol de Llorca de 2011
El terratrèmol de Llorca de 2011 va sacsejar la Regió de Múrcia, especialment les poblacions de Llorca i Totana, a les 18:47 (hora local) del dia 11 de maig del 2011 i va deixar nou morts i 293 ferits. La magnitud del terratrèmol va ser de 5,1 graus a l'escala sismològica de magnitud de moment, i va estar precedit per un altre de 4,5 graus. Es van comptabilitzar prop de 40.000 afectats en una població de poc més de 92.000 persones.
El fet que el terratrèmol es produís en una de les zones més sísmiques de la península Ibèrica, la profunditat de l'hipocentre i el tipus de sòl van fer que fos més destructiu i que s'arribés a notar a ciutats com Cartagena, Águilas, Múrcia, Mazarrón, Albacete i, fins i tot, a Madrid i Andalusia.